# Bisser Petkov
Bisser Petkov (en bulgare : Бисер Христов Петков), né le 6 septembre 1963 à Montana, est un économiste et homme politique bulgare.

## Biographie
Petkov étudie à l’université d’économie nationale et mondiale de Sofia, il y obtient en 1987 un diplôme de master en économie et commerce international et y devient professeur en 1988.
Il devient ministre du Travail et des Affaires sociales le 4 mai 2017 au sein du gouvernement Borissov III. Bisser Petkov démissionne le 11 juin 2018 sur fond de tensions avec les familles d’enfants handicapés, mais Boïko Borissov, le premier ministre, déclare le lendemain que Petkov conserve son ministère.